# 744 TCN
744 TCN là một năm trong lịch La Mã.